# Monaster Spaso-Jewfimiejewski w Suzdalu
Monaster Spaso-Jewfimiejewski – największy klasztor w Suzdalu.
Monaster powstał w XIV w., by zabezpieczać północne wejście do miasta. Największy rozwój monasteru przypada na XVI i XVII wiek, kiedy staraniem Wasyla III, Iwana IV i szlacheckiego rodu Pożarskich dobudowano wspaniałe kamienne budowle. W XVII wieku monaster został otoczony potężnym ceglanym murem i basztami.
W ZSRR w latach 1923–1939 klasztor był zamieniony na więzienie dla więźniów politycznych (tzw. Suzdalski politizolator).

## Obiekty
- Sobór Przemienienia Pańskiego (Spaso-Prieobrażenskij sobor)
- Cerkiew Zwiastowania (Błagowieszczienskaja cerkow)
- Cerkiew Zaśnięcia (Uspienskaja cerkow)
- Cele mnichów
- Szpital (Bolnicznyje kielji) z cerkwią św. Mikołaja (Nikolskaja cerkow’)
- Cerkiew Smoleńskiej Ikony Matki Bożej (Smolienskaja cerkow’)